# Los Ranchos
Los Ranchos es un lugar designado por el censo ubicado en el condado de San Luis Obispo en el estado estadounidense de California. En el año 2010 tenía una población de 1.477 habitantes.

## Geografía
Los Ranchos se encuentra ubicado en las coordenadas 35°12′42″N 120°37′46″O / 35.21167, -120.62944.